# Гожира
Гожира (на френски: Gojira) е френска хевиметъл група от Байон. Първоначално създадена като „Godzilla“ през 1996 г. те променят името си на Gojira през 2001 г. Групата се състои от братята Джо Дюплантие (вокали, китара) и Марио Дюплантие (барабани), китариста Кристиан Андреу, и басистът Жан-Мишел Лабади.
Те издават седем студийни албума и три концертни DVD-та. Известни са със своите текстове, свързани с околната среда и успяват да станат една от водещите дет метъл групи. Албумът им „Magma“ (2016 г.) е номиниран за Грами за най-добър рок албум, а Silvera за най-добро метъл изпълнение.